# ویرتنن ۱۴۴۹

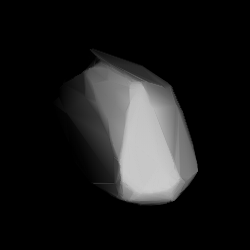
مدل سه‌بُعدی سیارک ویرتنن ۱۴۴۹ بر اساس منحنی نور آن

سیارک ۱۴۴۹ (به انگلیسی: 1449 Virtanen، نامگذاری:1938DO) هزار و چهارصد و چهل و نهمین سیارک کشف شده‌است که در ۲۰ فوریه ۱۹۳۸ کشف شد.
قدر مطلق سیارک برابر ۱۲٫۴۰ است.